# Купрес
Купрес је градић и седиште истоимене општине у југозападној Босни,  смештен на крајњем сјеверу Кантона 10, Федерација Босне и Херцеговине, БиХ.
Само мјесто је познато у прошлости по многим великим биткама и сукобима због свог геостратешког положаја (Купрешка висораван) и као мјесто првих сукоба који су означили почетак грађанског рата у БиХ, а данас по зимским спортским садржајима, па представља једну од посећенијих туристичких дестинација у Босни и Херцеговини.

## Историја

### Други свјетски рат
Покољи Срба у Бугојну и Купресу извршени су на Видовдан и Илиндан 1941. године. Поубијани и поклани бачени су у јаме.
Фра Мирко Радош био је главни организатор усташке акције против Срба у околини Купреса. Усташка недела извршена августа месеца 1941. године против Срба у селу Маловану где је страдало око 70 људи, жена и деце, учињена су углавном по жељи жупника фра Радоша.

### Рат у БиХ
Током грађанског рата у Босни и Херцеговини, подручје Купреса се налазило под контролом Срба. У заједничкој офанзиви Хрвата и Муслимана, почетком новембра 1994. године, Купрес је заузет а Срби протерани.

## Становништво
|             | 2013.          | 1991.          | 1981.          | 1971.         |
| Укупно      | 2 883 (100,0%) | 2 715 (100,0%) | 1 693 (100,0%) | 943 (100,0%)  |
| Хрвати      | 2 737 (94,94%) | 963 (35,47%)   | 609 (35,97%)   | 433 (45,92%)  |
| Бошњаци     | 116 (4,024%)   | 357 (13,15%)1  | 202 (11,93%)1  | 125 (13,26%)1 |
| Срби        | 23 (0,798%)    | 1 298 (47,81%) | 727 (42,94%)   | 367 (38,92%)  |
| Остали      | 3 (0,104%)     | 33 (1,215%)    | 3 (0,177%)     | 3 (0,318%)    |
| Неизјашњени | 2 (0,069%)     | –              | –              | –             |
| Црногорци   | 1 (0,035%)     | –              | 5 (0,295%)     | 4 (0,424%)    |
| Непознато   | 1 (0,035%)     | –              | –              | –             |
| Југословени | –              | 64 (2,357%)    | 146 (8,624%)   | 11 (1,166%)   |
| Словенци    | –              | –              | 1 (0,059%)     | –             |

1. 1 На пописима од 1971. до 1991. Бошњаци су пописивани углавном као Муслимани.